# Campionati europei di pugilato dilettanti femminili 2003
I Campionati europei di pugilato dilettanti femminili 2003 si sono tenuti a Pécs, Ungheria, dall'11 al 17 maggio 2003. È stata la 2ª edizione della competizione organizzata dall'organismo di governo europeo del pugilato dilettantistico, EUBC.

## Podi
| Specialità                 | Oro                       | Argento                     | Bronzo                              |
| Pesi paglia (kg 46)        | Camelia Negrea            | Yelena Sabitova             | Nikolett Simon Derya Aktop          |
| Pesi mosca leggeri (kg 48) | Hülya Şahin               | Monika Csik                 | Laura Tosti Svetlana Miroshnichenko |
| Pesi mosca (kg 50)         | Simona Galassi            | Hasibe Özer                 | Virginie Nave Tatyana Lebedyeva     |
| Pesi supermosca (kg 52)    | Viktoriya Rudenko         | Katrin Enoksson             | Angela Cannizzaro Dagmar Koch       |
| Pesi gallo (kg 54)         | Marzia Davide             | Yelena Karpacheva           | Ahlam Assalam Kari Jensen           |
| Pesi piuma (kg 57)         | Henriette Birkeland-Kitel | Karolina Michalczuk Polonia | Svetlana Kulakova Myriam Chomaz     |
| Pesi leggeri (kg 60)       | Tatyana Chalaya           | Sonja Durr                  | Areti Mastrodouka Ingrid Hegle      |
| Pesi superleggeri (kg 63)  | Myriam Lamare             | Mariya Karlova              | Anastasiya Savinova Tehri Lukka     |
| Pesi welter (kg 66)        | Irina Sineckaja           | Oleksandra Kozlan           | Kiymet Karpuzoglu Csilla Csejtei    |
| Pesi superwelter (kg 70)   | Nurcan Carkci             | Karolina Łukasik Polonia    | Ivett Pruzsinsky Emilie Cuenin      |
| Pesi medi (kg 75)          | Natalya Ragozina          | Anita Ducza                 | Oana Strugaru Anna Laurell          |
| Pesi mediomassimi (kg 80)  | Anzhelika Torska          | Victoria Kovacs             | Svetlana Andreyeva Mihaela Marcut   |
| Pesi massimi (kg 80 +)     | Maria Kovacs              | Yuliya Gostraya             | Maria Yavorskaya Adina Hossu        |

## Medagliere
Nazione ospitante 
| Posiz. | Nazione   | Oro | Argento | Bronzo | Totale |
| ------ | --------- | --- | ------- | ------ | ------ |
| 1      | Russia    | 3   | 3       | 3      | 9      |
| 2      | Ucraina   | 2   | 2       | 3      | 7      |
| 3      | Turchia   | 2   | 1       | 2      | 5      |
| 4      | Italia    | 2   | 0       | 2      | 4      |
| 5      | Ungheria  | 1   | 3       | 3      | 7      |
| 6      | Francia   | 1   | 0       | 4      | 5      |
| 7      | Romania   | 1   | 0       | 3      | 4      |
| 8      | Norvegia  | 1   | 0       | 2      | 3      |
| 9      | Polonia   | 0   | 2       | 0      | 2      |
| 10     | Germania  | 0   | 1       | 1      | 2      |
| 10     | Svezia    | 0   | 1       | 1      | 2      |
| 12     | Finlandia | 0   | 0       | 1      | 1      |
| 12     | Grecia    | 0   | 0       | 1      | 1      |
|        | Totale    | 13  | 13      | 26     | 52     |